# Моя щаслива родина
«Моя щаслива родина» (груз. ჩემი ბედნიერი ოჯახი, трансліт. Chemi Bednieri Ojakhi) — копродукційний фільм-драма 2017 року, поставлений режисерами Наною Екватімішвілі та Симоном Гроссом.
Фільм був показаний в розділі «Драматичний конкурс світового кінематографу» американського кінофестивалю «Санденс». Світова прем'єра стрічки відбулася в рамках секції «Форум» на 67-му Берлінському міжнародному кінофестивалі. На Міжнародному кінофестивалі в Софії, де фільм був показаний в розділі міжнародного конкурсу, Нана Еквтімішвілі та Саймон Гросс були нагороджені призом «за найкращу режисуру». У липні 2017 року фільм брав участь в міжнародній конкурсній програмі 8-го Одеського міжнародного кінофестивалю у змаганні за головний приз — Золотий Дюк.

## Сюжет
Вчителька літератури Манана (Іа Шугліашвілі) у шлюбі вже 25 років і мешкає в трикімнатній квартирі у Тбілісі зі своїм чоловіком, батьками, дітьми та зятем. Але ввечері свого 52-річчя вона повідомляє родині, що хоче піти. Що стало підставою для її рішення? Адже вона, здавалося б, мала все для щастя. Та Манана притримується свого рішення і робить дещо нечуване для патріархальної громади Грузїї: вона переїжджає до маленької квартири, щоб жити самостійно.

## У ролях
| • Ія Шугашвілі         | … | Манана |
| • Мераб Нінідзе        | … | Сосо   |
| • Берта Хапава         | … | Ламара |
| • Циля Квамсашвілі     | … | Ніно   |
| • Георгій Хурцілава    | … | Вахо   |
| • Георгій Табідзе      | … | Лаша   |
| • Говен Чейшвілі       | … | Отар   |
| • Димитрій Орагвелідзе | … | Резо   |

## Знімальна група
- Автор сценарію — Нана Екватімішвілі
- Режисери-постановники — Нана Екватімішвілі, Симон Гросс
- Продюсери — Йонас Катзенштайн, Максиміліан Лео, Симон Гросс
- Співпродюсери — Гійом Де Сієль, Нана Екватімішвілі, Симон Гросс
- Оператор — Тудор Владимир Пандуру
- Монтаж — Стефан Стабенов
- Художник-постановник — Коте Джапарідзе
- Художник по костюмах — Медеа Бакрадзе

## Нагороди та номінації
| Список нагород та номінацій                  | Список нагород та номінацій | Список нагород та номінацій                                   | Список нагород та номінацій     | Список нагород та номінацій | Список нагород та номінацій |
| Кінопремія                                   | Рік                         | Категорія                                                     | Номінант(и)                     | Результат                   | Дж                          |
| -------------------------------------------- | --------------------------- | ------------------------------------------------------------- | ------------------------------- | --------------------------- | --------------------------- |
| Кінофестиваль «Санденс»                      | 2017                        | Гран-прі журі — «Драматичний конкурс світового кінематографу» | Моя щаслива родина              | Номінація                   | [ 1 ]                       |
| Берлінський міжнародний кінофестиваль        | 2017                        | Приз екуменічного журі — «Форум»                              | Моя щаслива родина              | Номінація                   | [ 2 ]                       |
| Софійський міжнародний кінофестиваль         | 2017                        | Гран-прі за найкращий фільм                                   | Моя щаслива родина              | Номінація                   |                             |
| Софійський міжнародний кінофестиваль         | 2017                        | Найкращий режисер                                             | Нана Еквтімішвілі, Симон Гросс  | Перемога                    |                             |
| Гонконзький міжнародний кінофестиваль        | 2017                        | Приз Золота вогник — «Молоде кіно»                            | Моя щаслива родина              | Перемога                    |                             |
| Стамбульський міжнародний кінофестиваль      | 2017                        | Золотий тюльпан — Міжнародний конкурс                         | Моя щаслива родина              | Номінація                   |                             |
| Європейський кінофестиваль у Лечче (Італія)  | 2017                        | Золоте оливкове дерево за найкращий фільм                     | Моя щаслива родина              | Перемога                    |                             |
| Європейський кінофестиваль у Лечче (Італія)  | 2017                        | Найкращий оператор                                            | Тудор Владимир Пандуру          | Перемога                    |                             |
| Європейський кінофестиваль у Лечче (Італія)  | 2017                        | Приз ФІПРЕССІ                                                 | Моя щаслива родина              | Перемога                    |                             |
| Міжнародний кінофестиваль у Сіетлі           | 2017                        | Гран-прі журі за найкращий художній фільм                     | Моя щаслива родина              | Номінація                   |                             |
| Міжнародний кінофестиваль у Сіетлі           | 2017                        | Гран-прі журі за найкращий художній фільм — Спеціальна згадка | Моя щаслива родина              | Перемога                    |                             |
| Сіднейський кінофестиваль                    | 2017                        | Приз Sydney Film за найкращий фільм                           | Моя щаслива родина              | Номінація                   |                             |
| Трансільванський міжнародний кінофестиваль   | 2017                        | Трансільванія Трофі за найкращий фільм                        | Моя щаслива родина              | Перемога                    |                             |
| Трансільванський міжнародний кінофестиваль   | 2017                        | Найкраща акторка                                              | Іа Шугліашвілі                  | Перемога                    |                             |
| Кінофестиваль goEast у Вісбадені (Німеччина) | 2017                        | Найкращий режисер                                             | Нана Еквтімішвілі, Симон Гросс  | Перемога                    |                             |
| Кінофестиваль goEast у Вісбадені (Німеччина) | 2017                        | Приз ФІПРЕССІ                                                 | Моя щаслива родина              | Перемога                    |                             |
| Одеський міжнародний кінофестиваль           | 2017                        | Гран-прі Золотий Дюк                                          | Моя щаслива родина              | Номінація                   | [ 4 ]                       |
| Одеський міжнародний кінофестиваль           | 2017                        | Приз за найкращу режисерську роботу                           | Нана Екватімішвілі, Симон Гросс | Перемога                    | [ 7 ]                       |
| Одеський міжнародний кінофестиваль           | 2017                        | Приз за найкращу акторську роботу                             | Ія Шугашвілі, Циля Квамсашвілі  | Перемога                    | [ 7 ]                       |